# Ali al-Faraj
Ali al-Faraj (Riyad, 1969) è un imprenditore saudita.

## SABIC
Insieme al fratello Ahmed al-Faraj è' proprietario della gigante azienda petrolchimica SABIC.

## Portsmouth
Il 5 ottobre 2009 ha acquistato il 90 per cento della quota del Portsmouth dall'emiro Sulaiman Al-Fahim, che è rimasto presidente non esecutivo.
Nel 2010 vende il club al cinese Balram Chainrai.